# 林高史
林 高史（はやし たかし）は、日本の化学者。
大阪大学大学院工学研究科 応用化学専攻 教授。
専門は無機分子化学、有機分子化学、構造有機化学、生物無機化学。

## 学歴
- 1985年3月 京都大学工学部 合成化学 卒業[1]
- 1990年3月 京都大学大学院工学研究科 合成化学専攻 博士課程 修了[1]

## 経歴
- 1990年 京都大学 助手[1]
- 1995年 - 1996年 スクリプス研究所(アメリカ、カリフォルニア州) 客員研究員[1]
- 1997年 九州大学 助教授[1]
- 2000年 - 2003年 科学技術振興事業団 さきがけ21「変換と制御」研究員[1]
- 2005年 大阪大学大学院工学研究科 応用化学専攻 教授[1]

## 主な委員歴
- 2018年8月 - 2020年9月 錯体化学会 副会長・理事[1]
- 2019年5月 - 2021年5月 日本化学会 理事[1]
- 2019年5月 - 近畿化学協会 理事[1]

## 受賞歴
- 1991年 鐘淵化学工業 研究企画賞（有機合成化学協会）[1][4]
- 1992年度 第9回井上研究奨励賞（井上科学振興財団）[1][5]
- 1999年度 有機合成化学奨励賞（有機合成化学協会）[6][1]
- 2001年 2001 九州大学総長賞[1]
- 2006年 第7回酵素応用シンポジウム研究奨励賞（天野エンザイム 科学技術振興財団）[1][7]
- 2008年 BCSJ(Bulletin of the Chemical Society of Japan)Article Awards[1]
- 2009年度 第27回日本化学会学術賞[1][8]
- 2022年 フンボルト賞（アレクサンダー・フォン・フンボルト財団）[2][1][3]